# Ocotea nigrescens
Ocotea nigrescens är en lagerväxtart som beskrevs av A. Vicentini. Ocotea nigrescens ingår i släktet Ocotea och familjen lagerväxter. Inga underarter finns listade i Catalogue of Life.